# Pierre Dupuy (essayiste)
Pour les articles homonymes, voir Dupuy et Pierre Dupuy.
Pierre Dupuy est un essayiste et journaliste français.

## Biographie
Né le 30 janvier 1932 à Saint-Rémy-de-Provence, Pierre Dupuy obtient un doctorat en droit sous la direction de Michel Cabrillac (1983).
De 1968 à 1975, il est président de la section Corrida de la Fédération des sociétés taurines de France. En 1975, il fonde l'Union des bibliophiles taurins de France. En 1979, il reçoit la première Plume d'aigle de l'Association nationale des aficionados pour l'édition de la revue Toros, qu'il dirige de 1980 à 2004 à Nîmes.
Auteur d'une trentaine d'ouvrages, il a réuni ses « souvenirs d'aficionado » dans 50 ans de passion (2003).

### Bibliothèque
En 2013, il lègue sa bibliothèque au musée des Cultures taurines à Nîmes,.

## Ouvrages
- Histoire taurine de la ville de Nîmes, Nîmes, Union des bibliophiles taurins de France, 1977 (BNF 34610920).
- Le Guide de la Camargue, Lyon, La Manufacture, 1989  (ISBN 2-7377-0102-3).
- Le Guide des ferias : France, Espagne, Portugal, Paris, La Manufacture, 1990  (ISBN 2-7377-0187-2).
- Camargue : plurielle et singulière (photogr. Gérard Sioen), Marguerittes, Equinoxe, 1994  (ISBN 2-908209-92-6).
- Hemingway et l'Espagne, Tournai, La Renaissance du livre, 2001  (ISBN 2-8046-0469-1).
- Histoire et Tauromachie : de Lascaux à nos jours, 32 épisodes, t. I, Pau, Cairn, 2006  (ISBN 2-35068-013-4).
- Histoire et Tauromachie : de l'influence française dans l'histoire de la Navarre, t. II, Pau, Cairn, 2007  (ISBN 978-2-35068-054-5).
- Avec Joël Bartolotti, Des taureaux à Paris : contribution à l'histoire taurine de la capitale, Balaruc-les-Bains, Union des bibliophiles taurins de France, 2015  (ISBN 978-2-909521-43-5).